# Дамбоа
Дамбоа (англ. Damboa) — район местного управления в штате Борно (Нигерия). Административный центр района - город Дамбоа. Площадь района - 6 219 км² (самый большой по площади в штате Борно), население 231 573 чел. (по переписи 2006 года). В основном представлены языки хауса и вандала.
Почтовый индекс района - 601.
С 2003 по 2011 годы район в нижней палате парламента Нигерии представлял М.А. Ндуме.